# لمويل ويتمان
لمويل ويتمان (بالإنجليزية: Lemuel Whitman)‏ هو قاضي ومحامي وسياسي أمريكي، ولد في 8 يونيو 1780 في فارمنغتون في الولايات المتحدة، وتوفي بنفس المكان في 13 نوفمبر 1841. انتخب عضو مجلس نواب كونيتيكت وانتخب عضو مجلس النواب الأمريكي.